# اسکار چوویک
اُسکار چووویک (مجاری: Oszkár Csuvik; ۲۸ مارس ۱۹۲۵ – ۲۳ اکتبر ۲۰۰۸) بازیکن واترپلو اهل مجارستان بود.